# تيري وندغرين
تيري وندغرين (بالإنجليزية: Terry J. Lundgren)‏ هو رائد أعمال أمريكي، ولد في 23 مارس 1952 في لونغ بيتش في الولايات المتحدة.

## وصلات خارجية
- تيري وندغرين على موقع إن إن دي بي (الإنجليزية)